# Apollo Justice: Ace Attorney
Apollo Justice: Ace Attorney (jap. 逆転裁判4 Gyakuten Saiban 4) – przygodowa gra wideo z typu visual novel opracowana i opublikowana przez firmę Capcom. Po raz pierwszy została wydana w Japonii 12 kwietnia 2007 roku, a później w Ameryce Płn. (19 lutego 2008), w Europie (9 maja 2008) i Australii (22 maja 2008). Akcja gry ma miejsce po wydarzeniach z gry Phoenix Wright: Ace Attorney Trials and Tribulations. Apollo Justice jest pierwszą grą z serii Ace Attorney wydaną tylko na konsolę Nintendo DS, niebędącą portem wersji z konsoli GameBoy Advance. 10 października 2016 Capcom ogłosił, że wyda grę także na systemy Android i iOS.
Ta gra jest pierwszą w całej serii, w której głównym bohaterem nie jest Phoenix Wright. Fabuła jest osadzona w 2026 roku, siedem lat po wydarzeniach z gry Phoenix Wright: Ace Attorney Trials and Tribulations. Phoenix Wright został pozbawiony swojej odznaki adwokata, a Apollo Justice zostaje jego uczniem.
Gra stała się bardzo popularna w Japonii, w pierwszym tygodniu po premierze sprzedano około 250 tysięcy egzemplarzy gry, a pod koniec roku 2007 - 515417 kopii.

## Rozgrywka
Rozgrywkę w grze Apollo Justice: Ace Attorney można podzielić na dwa tryby: Badanie i Rozprawę Sądową. Obie są rozgrywane w stylu visual novel, więc fabuła jest bardzo liniowa, aczkolwiek podczas dialogów dla wielu kwestii jest przyporządkowane wiele tekstów, zależnych od sytuacji. Bohater ma pasek z energią. Gdy pokazuje niewłaściwą poszlakę danej osobie, jego energia spada. Ponieważ gra została stworzona specjalnie na konsolę Nintendo DS, wiele rzeczy robi się przez jej ekran dotykowy, lub mikrofon.
Gracz porusza się po różnych lokacjach, rozmawia z osobami zaangażowanymi w daną sprawę, bada różne przedmioty i miejsca, oraz prezentuje dowody. Wszystkie informacje zdobyte podczas trybu Badania gracz może wykorzystać podczas rozprawy. Tryb rozprawy sądowej bardzo przypomina rozgrywkę z poprzednich gier w serii. Gracz przesłuchuje świadków, zadaje im pytania, prezentuje dowody. Celem gracza jest wybronienie swojego klienta przed wyrokiem.

## Opis fabuły
Akcja gry rozgrywa się 7 lat po wydarzeniach przedstawionych w Phoenix Wright: Ace Attorney - Trials and Tribulations. Apollo Justice, tak jak poprzednie gry jest podzielony na kilka rozdziałów. W pierwszym rozdziale Apollo, świeżo upieczony adwokat musi obronić byłego protagonistę poprzednich odsłon Phoenixa Wrighta (obecnie jest pianistą), który zostaje oskarżony o morderstwo podczas partii pokera. Apollo pracuje w kancelarii Kristopha Gavina, przyjaciela Phoenixa. Apollo, nie wiedząc o tym, że używa sfałszowanego dowodu udowadnia, że Phoenix jest niewinny, a prawdziwym sprawcą jest Kristoph.
W drugim rozdziale Apollo zatrudnia się w agencji Phoenixa, wcześniej będącą kancelarią prawniczą zanim ten stracił posadę adwokata. Otrzymuje wkrótce trzy zlecenia, które jak się później okaże, będą powiązane. Pierwszym z nich jest obronienie Wocky'ego Kitaki, syna głowy rodziny lokalnego gangu Kitaki. Prawdziwym sprawcą okazuje się jego narzeczona, Alita Tiala.
W trzecim rozdziale Klavier Gavin, brat Kristopha i jednocześnie prokurator, z którym w poprzedniej rozprawie starł się Apollo zaprasza Apollo i jego asystentkę (została adoptowana przez Phoenixa) na jego rockowy koncert. Podczas tego koncertu ma miejsce morderstwo, a oskarżonym jest pianista Machi Tobaye. Apollo musi udowodnić, że prawdziwym sprawcą jest detektyw Daryan Crescend.
W czwartym i jednocześnie ostatnim rozdziale, Apollo broni Verę Misham, oskarżoną o otrucie swojego ojca, Drew'a. Rozdział ten ujawnia sekret ostatniej rozprawy Phoenixa, zanim stracił posadę oraz historię grupy magików Troupe Gramarye. Gracz dowie się również dlaczego Phoenix zaopiekował się małą Trucy. Przez część tego rozdziału gracz może kierować Phoenixem. Pod koniec okazuje się, że to Kristoph Gavin jest winny śmierci Drew'a Mishama i Zaka Gramarye, usiłowania otrucia oskarżonej oraz sfabrykowania dowodu, przez który Phoenix kiedyś stracił pracę.

## Produkcja
Gra została stworzona przez Minae Matsukawę oraz przez Shu Takumi, czyli tych osób co brały udział w tworzeniu poprzednich części Phoenixa Wrighta. Wersja demo gry była po raz pierwszy dostępna na Tokyo Game Show. W Japonii wydano też limitowaną edycję gry, 12 kwietnia 2007 roku.
Ścieżkę dźwiękową, zatytułowaną Gyakuten Saiban 4 Original Soundtrack wydano 27 czerwca 2007 roku. Płyta zawierała oryginalną wersję dźwiękową gry skomponowaną przez Toshihiko Horiyamę. Koncert, oparty na muzyce z tej gry, zatytułowany Gyakuten Meets Orchestra miał miejsce w Tokio w kwietniu 2008 roku. Płyta z tego koncertu została wydana 16 lipca 2008 roku.